# Hussein Khan
Hussein Khan o Hussein bin Janibek fou kan d'Astrakhan vers 1521. Era fill de Ianibek, al que probablement va succeir.
El 1522 Mehmed I Giray, kan de Crimea, que ja havia posat al seu fill Sahib Giray al tron del Kanat de Kazan (1521-1524) va atacar Astracan aliat a Mamai Khan dels nogais. Hussein va haver de fugir i Astracan fou ocupada, reunint així Mehmet I Girau a les seves mans, encara que breument, la major part del que havia estat la Gran Horda. Hussein estava aliat a Rússia i va anar a demanar ajut. Mentre els nogais van conspirar contra Mehmed I Giray que fou assassinat a la seva tenda (1523) i bona part del seu exèrcit va morir a les estepes. Hussein fou restaurat. El 1524 el nou kan de Crimea Saadet I Giray l'esmenta com el seu amic.
Després apareix un kan de nom Saykh Ahmad en dates desconegudes (vers 1530).